# Encarna Paso
María Encarnación Paso Ramos (Madrid, 25 de marzo de 1929-18 de agosto de 2019), más conocida como Encarna Paso, fue una actriz española.

## Biografía
Oficialmente hija del dramaturgo Antonio Paso Díaz, en realidad su verdadero padre era José Sánchez Covisa, . Debido a que en esa fecha no había divorcio, no pudo ser reconocida por su verdadero padre. Nieta de Antonio Paso y Cano y sobrina nieta de Manuel Paso Cano, sobrina de Enrique Paso, Manuel Paso y Alfonso Paso, también dramaturgos, y de las actrices Mercedes Paso, Maruja Paso, Elisa Paso y Soledad Paso. Madre del actor Juan Calot y de Patricia Calot, dedicada a la gestión cultural. Abuela de los actores Alicia Calot y Edgar Calot.
Debutó en el grupo Arte Nuevo, estrenando algunas de las primeras obras de Alfonso Sastre, Medardo Fraile, José María de Quinto, Alfonso Paso... Cursa estudios en el Conservatorio de Madrid con profesores como doña Carmen Seco y José Franco. Se incorpora, ya profesionalmente, a la compañía de Milagros Leal, con obras como El Galileo de José Hierro y José García Nieto y Cosas de hombres y mujeres de Eduardo Manzanos. Ingresa en la compañía de doña Catalina Bárcena, interpretando obras de autores como Bernand Shaw, Arniches, Martínez Sierra, Halcón, Álvarez Quintero, Julio Alejandro, etc. Posteriormente forma parte de la compañía de Ismael Merlo interpretando obras de Carlos Llopis como La vida en un bloc, Con la vida del otro, Por cualquier puerta del sol; comedias de Alfonso Paso, como Cuarenta y ocho horas de felicidad, Usted puede ser un asesino, Adiós, Mimi Pompón; y de otros muchos autores.
Paralelamente debuta en el cine con un pequeño papel en el éxito Botón de ancla, de Ramón Torrado. Así mismo, interviene en la famosa Locura de amor, de Juan de Orduña. Y también en Sobresaliente, de Luis Ligero, El curioso impertinente, de Flavio Calzavara, y María de los Reyes, de Guzmán Merino.

## Teatro
Consolidada como una de las más notables actrices del panorama artístico español en el último tercio del siglo XX, participó, entre otros muchos, en los siguientes montajes teatrales:
- El comprador de horas, de Jacques Deval, dirección Adolfo Marsillach.
- La cornada, de Alfonso Sastre, dirección Adolfo Marsillach.
- La viuda valenciana, de Lope de Vega, dirección de Ángel Fernández Montesinos.
- Culpables, de Jaime Salom, dirección de Ángel Fernández Montesinos.
- La bella Dorotea. Autor y director Miguel Mihura.
- Su amante esposa, de Jacinto Benavente.
- Vengan corriendo que les tengo un muerto, de Jack Peplowell.
- En El Escorial, cariño mío. Autor y director Alfonso Paso.
- Solo Dios puede juzgarme, de Emilio Romero, dirección Ricardo Lucia.
- Micaela, de Joaquín Calvo Sotelo, dirección Ricardo Lucia.
- Raíces, de Arnold Wesker, dirección José María Morera.
- Las moscas, de Jean-Paul Sartre, adaptación de Alfonso Sastre, dirección José María Morera.
- Los secuestrados de Altona, de Jean-Paul Sartre, adaptación de Alfonso Sastre, dirección José María Morera.
- El edicto de gracia, de José María Camps, dirección José Osuna.
- La casa de Bernarda Alba, de Federico García Lorca, dirección Ángel Facio.
- Las galas del difunto y La hija del capitán, de Ramón María del Valle-Inclán, dirección Manuel Collado.
- Oye, Patria, mi aflicción, de Fernando Arrabal, dirección Augusto Fernandes y Carlos Cytrynowski.
- Bodas que fueron famosas del Pingajo y la Fandanga, de José María Rodríguez Méndez, dirección José Luis Gómez.
- Sopa de pollo con cebada, de Arnold Wesker, dirección Josep María de Segarra y Josep María Muntanyes.
- Por cualquier puerta del sol, de Carlos Llopis
- Doña Rosita la soltera o el lenguaje de las flores, de Federico García Lorca, dirección Jorge Lavelli.
- El pato silvestre, de Henrik Ibsen, adaptación de Buero Vallejo, dirección José Luis Alonso.
- El cementerio de los pájaros, de Antonio Gala, dirección Manuel Collado.
- Cuentos de los bosques de Viena, de Ödön von Horváth, dirección Antonio Larreta.
- La muerte de un viajante, de Arthur Miller, dirección José Tamayo.
- La visita de la vieja dama, de Friedrich Dürrenmatt, dirección Antonio Malonda.
- Paso a paso, de Richard Harris, dirección Ángel García Moreno.
- Música cercana, de Buero Vallejo, dirección Gustavo Pérez Puig.
- El caballero de Olmedo, de Lope de Vega, dirección Miguel Narros.
- La dama duende, de Calderón de la Barca, dirección José Luis Alonso.
- Bailando en verano, de Brian Friel, dirección Luis Iturri.
- El malentendido, de Albert Camus, adaptación Christián Boyer, dirección Juan Calot.
- Algún día trabajaremos juntas, de Josep Maria Benet i Jornet, dirección Manuel Ángel Egea.
- Las trampas del azar, de Buero Vallejo, dirección Joaquín Vida.
- La ratonera, de Agatha Christie, dirección Ramón Barea.
- Las manzanas del viernes, de Antonio Gala, dirección Francisco Marsó.
- Yo, Claudio, de Peter Graves, dirección José Carlos Plaza.

## Filmografía
En los años 60 participó, en brevísimas apariciones, entre otras en las siguientes películas:
- Vuelve San Valentín
- Maribel y la extraña familia
- El grano de mostaza
- La batalla del domingo
- La reina del Chantecler
- Ventolera
- La viudita naviera
- Usted tiene ojos de mujer fatal.

En la década de los 70, intervino en:
- ¿Es usted mi padre?, de Antonio Giménez Rico.
- Secuestro a la española, de Mateo Cano.
- País, S.A., de Forges.
- La prima Angélica, de Carlos Saura.
- El techo de cristal, de Eloy de la Iglesia.
- Gusanos de seda, de Francisco Rodríguez.
- Retrato de familia, de Antonio Giménez Rico.
- La Corea, de Pedro Olea.
- La mujer es cosa de hombres, de Jesús Yagüe.

El momento culminante de su carrera cinematográfica se lo proporciona José Luis Garci al ofrecerle la protagonista femenina de Volver a empezar (1982), primera película española que consigue el Premio Oscar a la mejor película de habla no inglesa.
Con posterioridad protagoniza:
- Demonios en el jardín, de Manuel Gutiérrez Aragón.
- Sesión continua, de José Luís Garci.
- La leyenda del cura, de Bargota, de Pedro Olea.
- Caso cerrado, de Juan Caño.
- La colmena, de Mario Camus.
- El bosque animado, de José Luis Cuerda.
- Loco veneno, de Miguel Hermoso.
- Terca vida, de Fernando Huertas.

Así mismo protagonizó los cortos:
- Elisita, de Juan Caño.
- Cenizas a las cenizas, de Miguel Albadalejo.

## Televisión
En el espacio Estudio 1, de Televisión Española:
- El Ladrón.
- El bebe, de Felicien Marceau.
- Trilogía de Lo invisible, de Azorín.
- El precio, de Arthur Miller.
- Panorama desde el puente, de Arthur Miller.
- Así es (si así os parece), de Luigi Pirandello.
- El vecino del tercero interior, de Jerome K Jerome.
- La Dama del Alba, de Alejandro Casona.

En Novelas, de Televisión Española:
- Fue en Molokai, con Pilar Miró.
- Bel Ami, con Francisco Abad.
- Oblomov, de Goncharov.

Protagoniza las siguientes series:
- Segunda enseñanza, de Pedro Masó.
- Ramon y Cajal, de José María Forque.
- Hermanos de leche, de Ibáñez.
- Compuesta y sin novio, de Pedro Masó.

## Premios

### Medallas del Círculo de Escritores Cinematográficos
| Año     | Categoría    | Película                               | Resultado |
| ------- | ------------ | -------------------------------------- | --------- |
| 1982    | Mejor actriz | Demonios en el jardín Volver a empezar | Ganadora  |
| Fuente: |              |                                        |           |

- Premio El Espectador y la Crítica, por Doña Rosita la Soltera
- Premio Asociación de Espectadores de Alicante, por Doña Rosita la Soltera
- Premio Asociación de Espectadores de Reus, por Doña Rosita la Soltera
- Premio Margarita Xirgu, por Doña Rosita la Soltera
- Premio El Espectador y la Crítica, por El pato silvestre
- Premio Mayte de Teatro (1983), por El pato silvestre.
- Premio El Espectador y la Crítica, por El cementerio de los pájaros
- Premio Asociación de Espectadores Radio Bilbao, por El cementerio de los pájaros
- Premio Asociación de Espectadores de Reus, por La muerte de un viajante
- Premio Asociación Teatro Rojas, por Algún día trabajaremos juntas
- Premio Ercilla (1996) por toda su trayectoria artística
- Premio Benasur, por Volver a empezar
- Premio ACE (Cronistas de Espectáculos de Nueva York), por Demonios en el jardín
- Premio Luis Buñuel, por Demonios en el jardín